# 22957 Вайнтроб
22957 Вайнтроб (22957 Vaintrob) — астероїд головного поясу, відкритий 3 жовтня 1999 року.
Тіссеранів параметр щодо Юпітера — 3,599.